# Toscana
Toscana (även Toskana på svenska) är en region i mellersta Italien. Regionen hade cirka 3,68 miljoner invånare (2022), på en yta av 22 987 km². Toscanas huvudort är Florens.
Toscana gränsar mot regionen Lazio i syd, Umbrien och Marche i öst, Emilia-Romagna och Ligurien i norr och har i väster kust mot Tyrrenska havet.
Toscana räknas av många som ett av de vackraste landskapen i Italien. Det toskanska köket är känt över hela världen, liksom regionens fina viner från distrikten Chianti, Morellino di Scansano och Brunello di Montalcino. Ett jämförelsevis stort antal av Italiens renässanskonstnärer och författare härstammar härifrån, varför Toscana kan sägas vara ett centrum för den europeiska kulturutvecklingen under renässansen.

## Historia

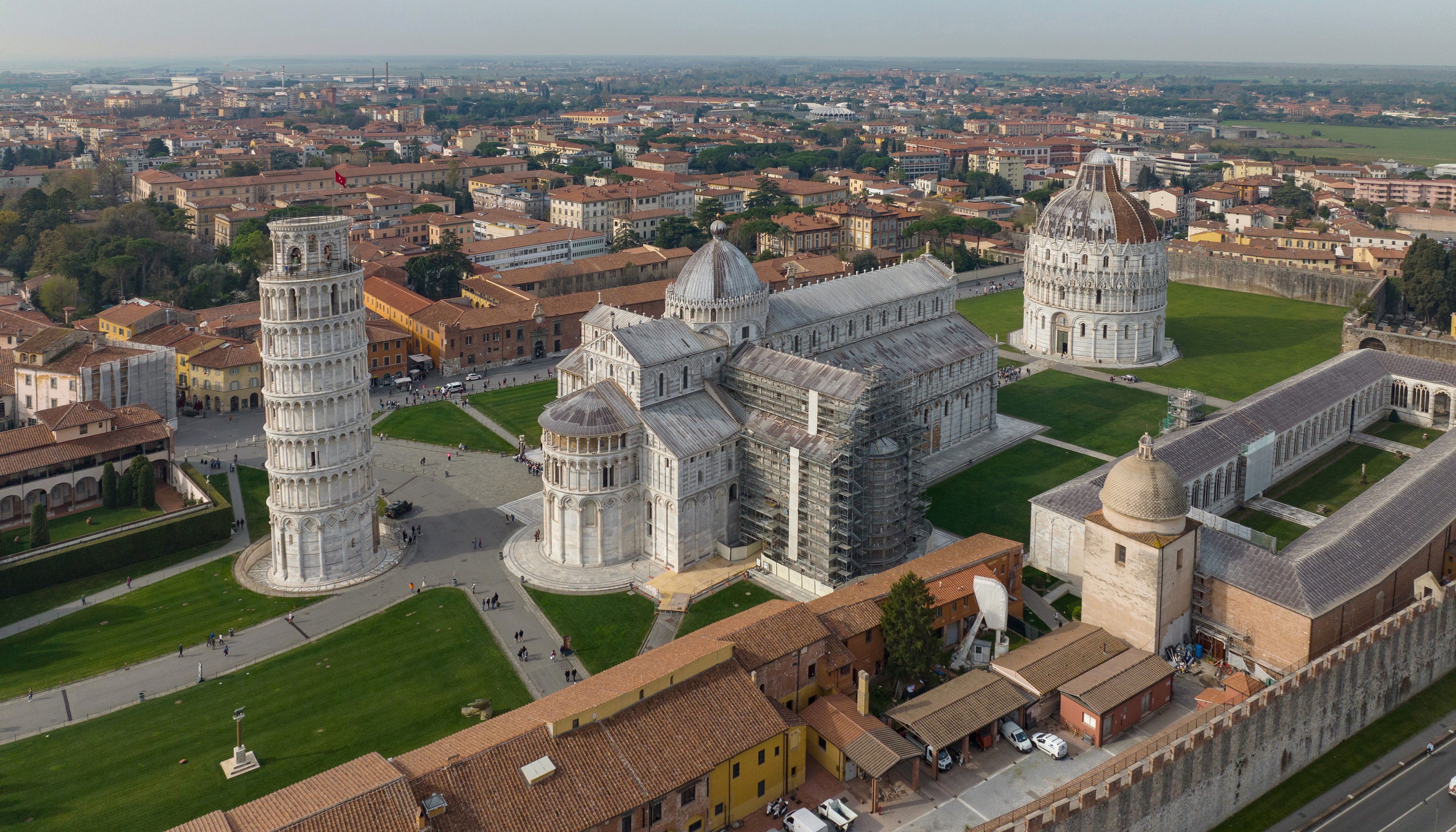
Pisa.

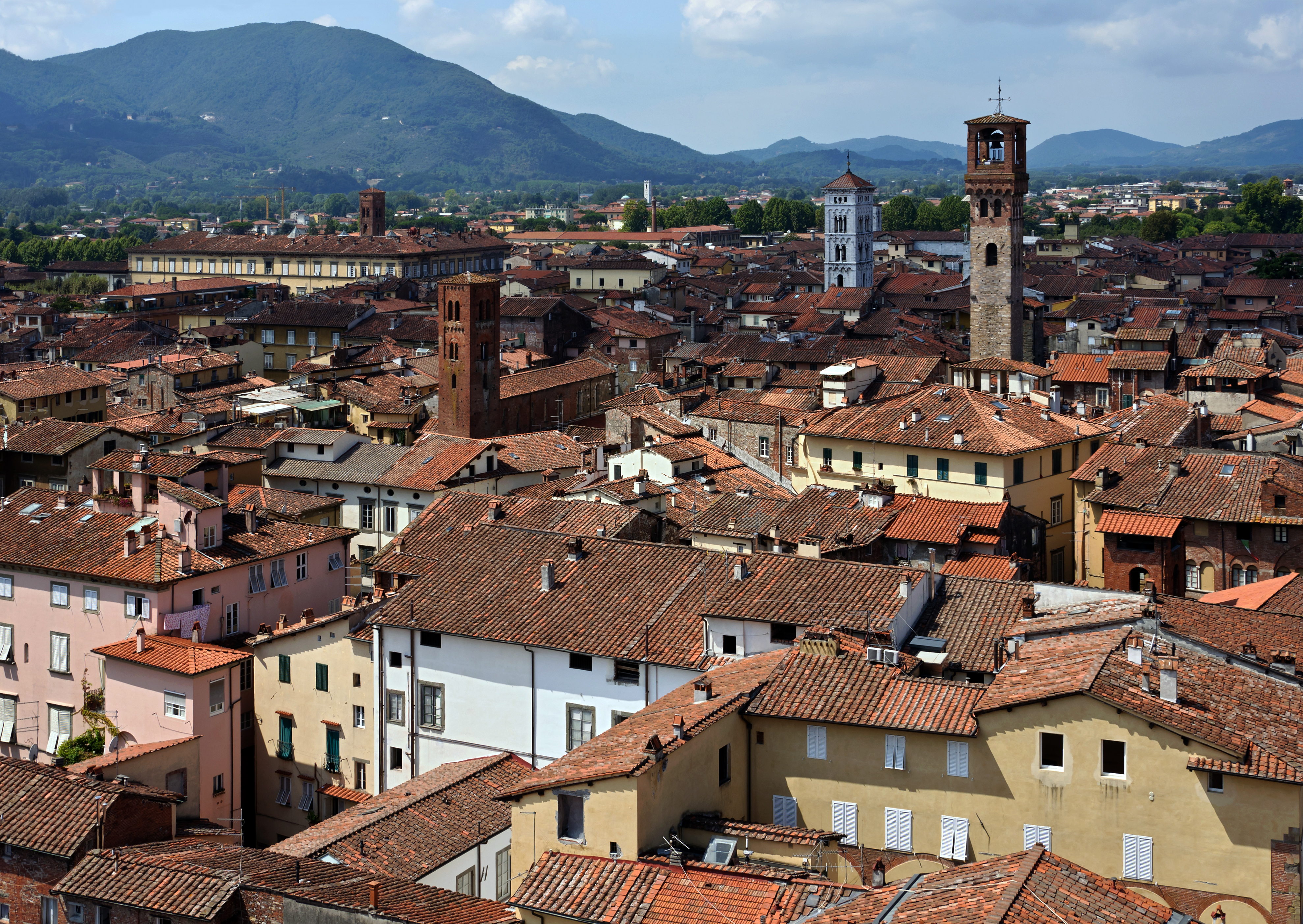
Lucca.

Under forntiden var Toscanas omfattning större i söder och kallades Tyrrhenia, Etruria och Tuscia. Toscana förenades med Rom 351 f.Kr. och bildade den sjunde av de elva regioner, i vilka Italien indelades av Augustus för administrativa ändamål. Under Konstantin den store (300-talet e.Kr.) förenades det med Umbrien till en provins.
Efter Västromerska rikets fall (476 e.Kr.) kom Toscana jämte andra italienska provinser under heruler, östgoter, bysantiner och langobarder. Under langobarderna skilde man mellan "Tuscia langobardorum" (distrikten Viterbo, Corneto och Bolsena) och "Tuscia regni", vilket låg längre norrut. Under Karl den store (800-talet) inskränktes namnet Tuscia eller Toscana till den senare delen, som styrdes av hertigar och markgrevar ända till 1100-talet. En av de förste markgrevarna var Bonifacius I, som omkring 828 kämpade med framgång mot saracenerna i Afrika. Markgrevarnas ätt utgick 1052 på manssidan med Bonifacius II, tillika greve av Modena, Reggio, Mantua och Ferrara, den rikaste och mäktigaste fursten i Italien på sin tid.
Hans änka, Beatrice, gifte sig 1055 med hertig Gottfrid av Lothringen och regerade i Toscana till sin död, 1076, då hon efterträddes av sin dotter Matilda, "den stora markgrevinnan". Beatrice och i ännu högre grad hennes dotter var mycket trogna påven och dottern testamenterade Toscana och sina övriga besittningar till Kyrkostaten. Därav följde en bitter strid mellan påvarna som gjorde anspråk på arvet och kejsarna som ansåg att markgrevinnan inte hade rätt att ge bort ett kejserligt län.
Toscana upplöstes därmed i en mängd små stadsstater och de uppblomstrande städerna vann så småningom faktisk självständighet. De viktigaste av dessa toskanska republiker eller kommuner med självstyrelse var Pisa, Siena, Arezzo, Pistoia, Lucca och Florens, vilka på 1300- och 1400-talen till stor del förenades under ledning av släkten Medici och införlivades i släktens eget område. Kejsar Karl V förlänade 1531 Alessandro de' Medici en ärftlig hertigtitel och påven Pius V gav Cosimo den store 1569 titeln storhertig av Toscana, en värdighet som 1576 tillföll hans son Frans och som bekräftades av tyske kejsaren.
Då ätten Medici med Gian Gastone 1737 utslocknade på svärdssidan, tillföll Toscana, enligt de villkor som fastställts 1735 och bekräftats i freden i Wien 1738, hertig Frans Stefan av Lothringen (1737–1765). 1745 blev han tysk-romersk kejsare och ombildade 1763 Toscana till en österrikisk sekundogenitur, varför han vid sin död efterträddes i Toscana av sin andre son, Leopold I (1765–1790), under vars upplysta regering landet genom visa reformer och omsorgsfull vård om dess andliga och materiella utveckling gjorde framsteg i alla riktningar. Då han uppsteg på kejsartronen, efterträddes han av sin andre son, Ferdinand III av Toscana (1790–1824). Fastän denne i franska revolutionskrigen sökte bevara sin neutralitet, drogs han dock med i Österrikes nederlag och måste 1799 fly till Wien och 1801 avstå Toscana mot ersättning från Tyskland.
Toscana och Stati degli presidii, som tillhört Neapel, förlänades av Förste konsuln, Napoleon Bonaparte, redan 1800 under namn av kungariket Etrurien till hertig Ludvig av Parma, men införlivades 1808 med franska kejsardömet. Dessförinnan (1805) hade Republiken Lucca och Furstendömet Piombino avsöndrats från Toscana och getts åt furst Bacciochi under namnet Furstendömet Lucca och Piombino. Dennes gemål, Elisa, Napoleons syster, residerade i Florens som generalståthållare med titeln storhertiginna av Toscana.
Efter Napoleons fall (1814) återfick Ferdinand Toscana, 1815 utökat med Stati degli presidii, Elba och Piombino och storhertigen erhöll därtill successionsrätt till Lucca. Fastän han gjorde sig till en del beroende av Österrikes politik, regerade han dock milt och likaså efter honom sonen Leopold II av Toscana (1824–1859), varför Toscana blev oberörd av upproren 1821 och 1831 och ansågs som den lugnaste delen av Italien.
Då den allmänna liberala och nationella rörelsen 1847 även grep Toscana, lät sig Leopold föras med av denna rörelse. Han avböjde Österrikes erbjudande om militärhjälp och utfärdade 15 februari 1848 en konstitutionell författning. Han lade bort titeln av österrikisk ärkehertig och lät toskanska trupper delta i kriget mot Österrike. Det demokratiska partiet fick dock alltmer makt. Flera gatustrider ägde rum i Florens och 27 oktober 1848 bildades en ministär av de radikala ledarna Giuseppe Montanelli, Giuseppe Mazzoni och Francesco Domenico Guerrazzi, som yrkade upprättandet av en konstituerande församling, gemensam för hela Apenninska halvöns stater. Missnöjd, lämnade storhertigen 1 februari 1849 Toscana och begav sig till Gaeta, där även påven Pius IX befann sig, varefter republiken utropades i Toscana med de tre ministrarna som provisorisk regering.
En motrevolution av det moderata partiet återkallade i april Leopold. Österrikiska hjälptrupper ryckte in och en reaktion följde. Författningen suspenderades och upphävdes slutligen (1852). Ett konkordat med påven gav prästerskapet stor makt och förföljelsen av protestanterna väckte mycket missnöje i in- och utlandet.
1853 dömdes Guerrazzi och hans följeslagare till landsförvisning. Först 1855 lämnade de österrikiska trupperna Toscana. Det gamla goda förhållandet mellan furste och folk var genom dessa händelser förstört. Utbrottet av kriget mellan Österrike och Frankrike våren 1859 drog även Toscana in i händelsernas virvel. Sedan Leopold 24 april avböjt en uppmaning att sluta sig till Sardinien, utbröt 27 samma månad ett uppror i Florens. Storhertigen lämnade landet och en provisorisk regering tillsattes och kungen av Sardinien antog protektoratet över Toscana 21 juli samma år.
Leopold avsade sig tronen till förmån för sin äldste son, Ferdinand IV av Toscana. Nationalförsamlingen, som sammanträdde 11 augusti, beslöt den 16 samma månad att avsätta huset Lothringen och att Toscana skulle ansluta sig till kungariket Sardinien. Efter folkomröstning ägde denna anslutning rum 22 mars 1860.
Viktor Emanuel II höll sitt intåg i Florens 16 april. 17 februari 1861 upphävdes den sista återstoden av Toscanas autonomi och landet uppgick fullständigt i det nya kungariket Italien.

## Geografi

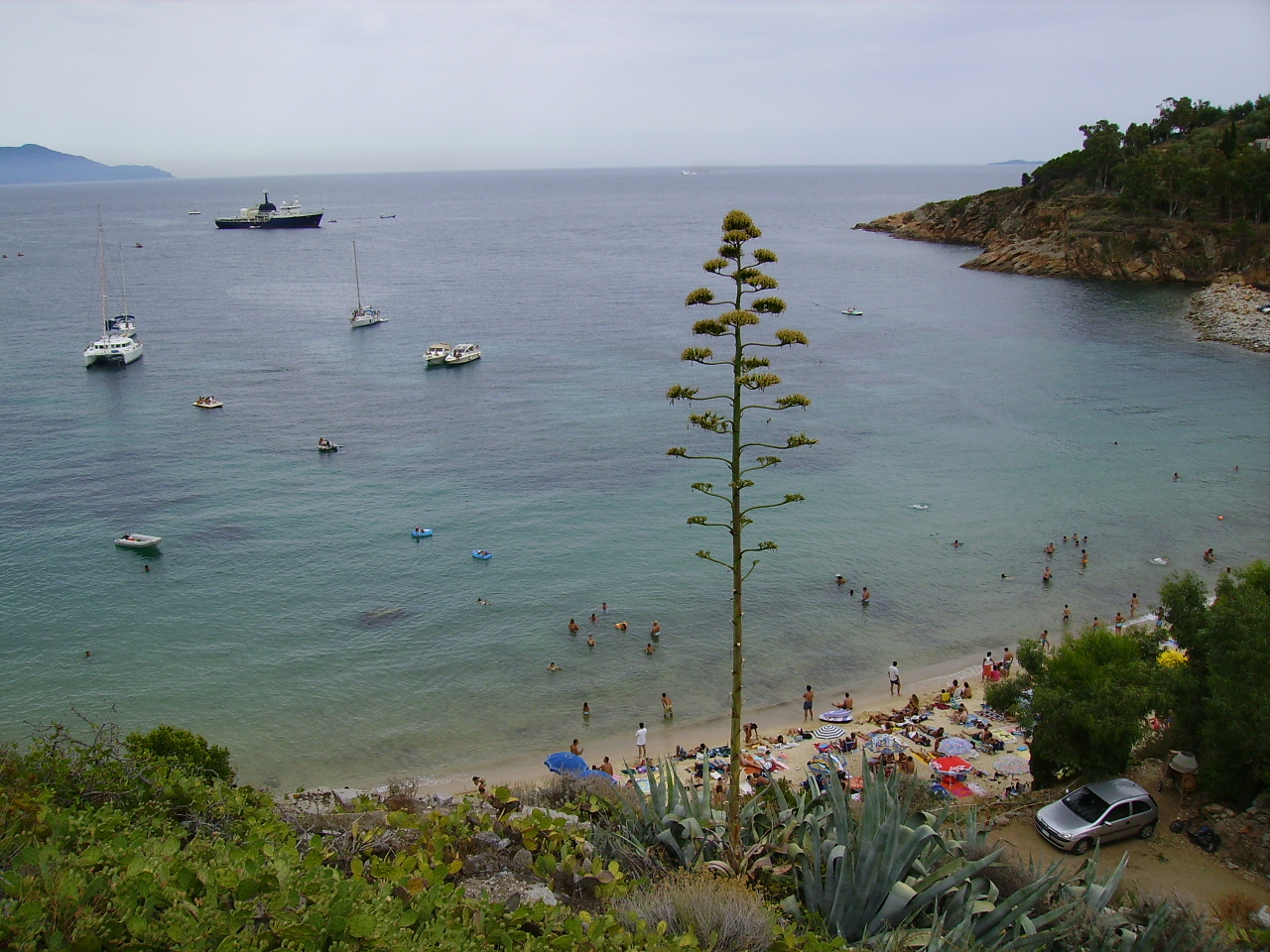
Isola del Giglio.

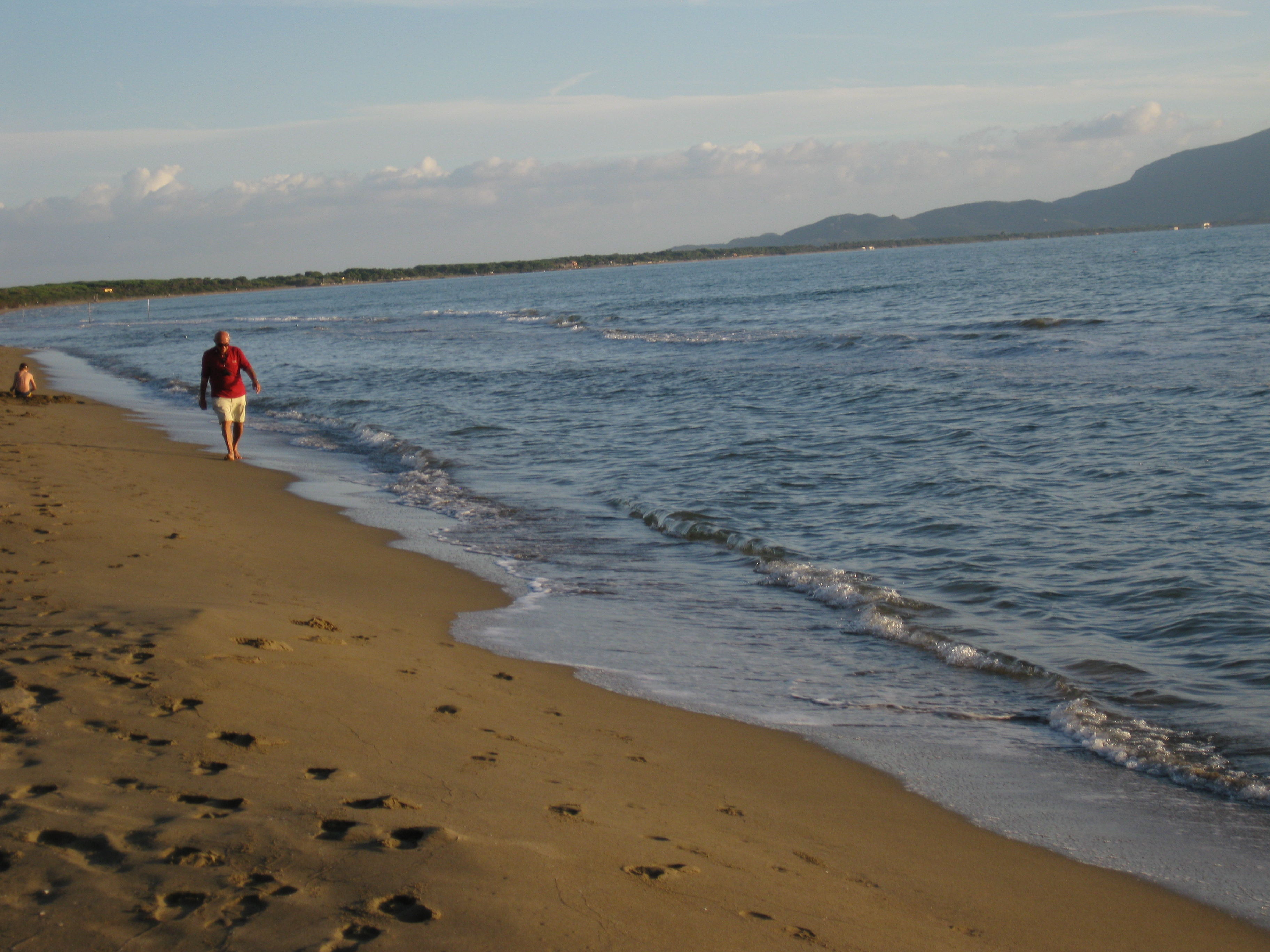
Fonteblanda, Orbetello.

Toscana bildar en 22 987 km² stor region, omfattande, söderifrån räknat, provinserna Grosseto, Siena, Pisa, Arezzo, Florens, Livorno, Lucca, Massa-Carrara, Pistoia och Prato. Regionen genomskärs av flera betydande floder som Serchio, Arno, Cecina,  Ombrone och Tibern. Högsta punkten är Monte Prado (2 050 m ö.h.) som tillhör Apenninerna i landskapets norra del. I nordväst finns de Apuanska alperna med den 1 946 meter höga bergstoppen Monte Pisanino. Den toskanska arkipelagen innefattar förutom Elba, Italiens tredje största ö, även de mindre öarna Giglio, Capraia, Montecristo och Pianosa. Regionens huvudstad Florens ligger i den norra delen, andra viktiga städer är Pisa, Siena, Grosseto och Lucca.
Toscanas typiska böljande och backiga landskap kännetecknas av bestånd av medelhavstallar, pinjeträd, cypresser, olivträd och vinrankor. Typiska och berömda områden är till exempel det låglänta slätt- och marsklandet Maremma i söder, mellan Florens och Siena finns Chiantidistriktet, berömt för sina viner. Den etruskiska rivieran sträcker sig från Livorno till Piombino och andra typiska landskap kan nämnas Mugello och Val di Chiana.
- Högsta bergstopparna: Monte Prado 2 050 m, Monte Pisanino 1 946 m, Corno alle Scale 1 945 m
- Längsta floderna: Arno 241 km, Ombrone 161 km, Serchio 110 km
- Största sjöarna: Laguna di Orbetello 26,2 km², Lago di Massaciuccoli 6,9 km², Lago di Chiusi 3,9 km², Lago di Montepulciano 1,9 km²
- Största öarna: Elba 223 km², Giglio 21,2 km², Capraia 19,3 km², Montecristo 10,4 km², Pianosa 10,3 km²

## Kultur
Toskanskan bildar det egentliga italienska skriftspråket, och utvecklades som sådant av Dante. Ett jämförelsevis stort antal av Italiens förnämsta författare, konstnärer och vetenskapsmän (Dante, Petrarca, Giovanni Boccaccio, Guicciardini, Machiavelli, Galilei, Giotto, Leonardo da Vinci, Michelangelo med flera) härstammar alla från Toscana.

## Ekonomi
Traditionellt är Toscana ett jordbrukslandskap, särskilt i den bördiga, tätbefolkade Arnodalen, där jorden lämnar rik avkastning av spannmål och frukt av alla de slag. Höglandet är vattenfattigt, glesare befolkat och mindre uppodlad. Berömda är emellertid Chiantibergen i nordöst för sitt vin och de "toskanska malmbergen" i väst för sina mineraltillgångar: koppar, bly, silver och tenn. På Elba bryts utmärkt järnmalm. Viktiga exportartiklar är marmor (från Carrara, Massa och Serravezza), flera andra stenarter samt borax från Monte Cerboli. Numera arbetar enbart cirka 20 % av befolkningen inom jordbruksnäringen.